# Alcon (azienda)

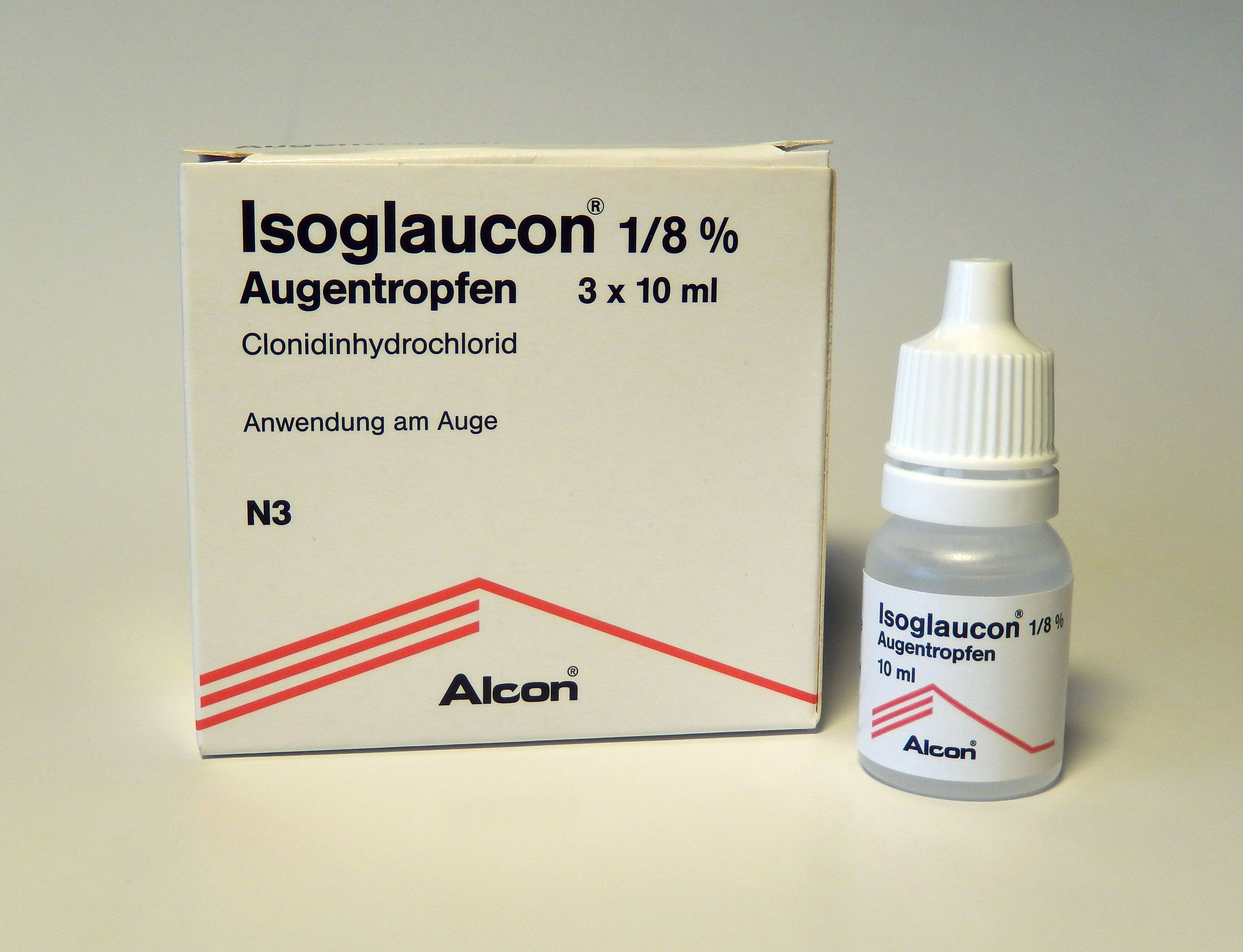
Collirio della Alcon

Alcon è una società specializzata in prodotti per la cura degli occhi con sede a Fort Worth, in Texas, negli Stati Uniti

## Storia
Alcon fondata nel 1945 come una consociata di Novartis anche se la società ha annunciato l'intenzione di chiedere agli azionisti lo scorporo di Alcon al fine di creare una società indipendente nel 2019. Nel 2017 la società aveva un fatturato di 7 miliardi di dollari.
Il 9 aprile 2019 è stato completato lo scorporo dalla Novartis.

## Controversie
Alcon ha sospeso tutti gli investimenti di capitale in Russia e ha interrotto l'arruolamento nella ricerca clinica nell'aprile 2022. Ciononostante, l'azienda continua a svolgere le sue attività commerciali in Russia. Questa pausa si allinea alla tendenza più ampia del settore di rivalutare le operazioni in risposta alle tensioni geopolitiche.